# 花と心臓
『花と心臓』（はなとしんぞう）は、2019年5月15日にリリースされたバーチャルシンガー花譜の1st EPである。配信限定でリリースされた。

## 概要
本作品は花譜による初めてのEPである。KAMITSUBAKI RECORD（神椿レコード）にとっては、カンザキイオリ 1st アルバム『白紙』に次ぐ2作目の作品である。
次作は2020年7月22日にリリースされた『花と解答』であり、本作のタイトルに引き続き「花と」を冠している。

## 収録曲
全3曲。いずれもカンザキイオリが作詞・作曲を行った。
| 全作詞・作曲・編曲: カンザキイオリ。 |                |                |                |       |
| #                                    | タイトル       | 作詞           | 作曲・編曲     | 時間  |
| 1.                                   | 「糸」         | カンザキイオリ | カンザキイオリ | 03:47 |
| 2.                                   | 「魔女」       | カンザキイオリ | カンザキイオリ | 04:43 |
| 3.                                   | 「心臓と絡繰」 | カンザキイオリ | カンザキイオリ | 04:19 |
| 合計時間:                            | 合計時間:      | 12:49          |                |       |

1曲目の「糸」は、2018年12月6日にYouTube上で初めて公開された「花譜初のオリジナル楽曲」である。2曲目の「魔女」は、本作がリリースされるより前の2018年12月21日から12月24日にかけて、渋谷のライブハウス PLUG IN STUDIO にてCDシングル 300枚が限定販売されていた。3曲目の「心臓と絡繰」は2018年12月28日にミュージックビデオが公開され、花譜の代表的な楽曲であるとされる。

## 反響
1曲目の「糸」はiTunesのトップソングチャートのJ-POP3位、総合9位にランクインした。3曲目の「心臓と絡繰」はミュージックビデオ公開から1週間経たずして100万再生を突破した。これは花譜にとって初めての100万再生であった。